# 责任分配矩阵
责任分配矩阵（responsibility assignment matrix）簡稱RAM，也稱為RACI矩陣（/ˈreɪsi/）或線性責任圖（linear responsibility chart）（LRC），是指在針對專案或业务过程的任務或交付物時，不同角色的參與情形以及其責任。RACI是首字母縮略字，源自最常用到的四種角色：負責者（responsible）、當責者（accountable）、事先諮詢者（consulted）和事後告知者（informed）。此表可以用在跨功能或跨部份的專案或流程中，定義及澄清各個角色以及其責任。有許多RACI模型的變體。

## RACI模型的重要角色

### 角色和人員的不同
角色和直接列出人名有些不同。角色是敘述一些相關聯的任務，可能會由多個人進行。也有可能一個人可以擔任其中的多個角色。例如，組織中可能有十個人可以擔任專案經理，不過傳統上一個專案同一時間不會有二個專案經理，而可以擔任專案經理的人，也可能可以擔任商業分析師或是測試者的角色。
R（Responsible，負責者）
實際完成任務的人。參與者中，至少要有一個角色是負責者，其他角色可以依工作需求不同來決定是否需要。
A（Accountable，當責者，也可以稱為approver，核可者）
最終對交付物或是任務的正確性以及是否完成負責的人，確保已滿足各任務的先決條件，將任務指派給負責者的人。負責者所提供交付物或是任務，需要由當責者核可後才生效。每一個任務或交付物應該只有一個當責者。
C（Consulted，事先諮詢者）
諮詢相關意見的人，一般會是主題專家，也可以進行雙向的溝通。
I（Informed，事後告知者）
需要收到更新情形及成果的人，一般只在交付物或是任務完成時告知，而且只是單向溝通。
常常任務的A（當責者）也是要完成此任務的R（負責者），在矩陣有A（當責者）的角色，但沒有要完成任務的R（負責者），表示A（當責者）也是要完成任務的R（負責者）。除了這個例外之外，一般會建議每一個角色只是上述這四種中的一種，若有某個角色需要兼任上述的多個角色，這也表示參與者的一些問題還沒有完全解決，可能會讓此技術無法澄清每個角色對任務參與上的價值。

## 指定人員
责任分配矩阵的縱軸（最左邊的欄）多半是任務（透過工作分解结构）或是交付物（透過產品分解結構），橫軸是角色（來自組織圖）。
| 代碼  | 名稱             | 專案贊助者 | 商業分析師 | 專案經理 | 技術架構師 | 應用程式開發者 |
| ----- | ---------------- | ---------- | ---------- | -------- | ---------- | -------------- |
| A階段 | 管理業務         |            |            |          |            |                |
| B階段 | 指定工作         |            |            |          |            |                |
| C階段 | 啟動專案         |            |            |          |            |                |
| - C04 | 安全治理（草稿） | C          | C          | A        | I          | I              |
| - C10 | 機能需求         | A          | R          | I        | C          | I              |
| - C11 | 商業允收條件     | A          | R          | I        | C          | I              |
| D階段 | 設計方案         |            |            |          |            |                |

## 外部連結
- Comprehensive Series on RACI